# Eduardo Benzo
Eduardo Benzo Cano (Córdoba, c. 1890- 26 de febrero de 1956) fue militar y político del Partido Radical español. Gobernador civil de la provincia de Madrid en octubre de 1933, fue Subsecretario del Ministerio de Gobernación entre 1934 y 1935.

## Biografía
Nacido en Córdoba, hacia 1890, era hermano de Miguel Benzo Cano, Inspector provincial de Sanidad y presidente del Colegio Oficial de Médicos de Córdoba entre 1934 y 1935.
Eduardo Benzo Cano alcanzó el empleo de Teniente a la edad mínima de diecinueve años. Ganó ascensos y condecoraciones por méritos de guerra. Ingresó en la Escuela Superior de Guerra y obtuvo el diploma de Estado Mayor, doctorándose seguidamente en Derecho. Fue profesor auxiliar de la Facultad de Derecho de la Universidad Central de Madrid.
Fue nombrado Académico de la Hispano-Americana de Ciencias y Artes y condecorado con la Gran Cruz de Isabel la Católica.

## Trayectoria
Benzo fue nombrado Gobernador civil de Guipúzcoa en 1933; poco después es designado para el Gobierno civil de Madrid. En marzo de 1934 fue nombrado subsecretario del Ministerio de Gobernación, siendo ministro de la Gobernación Rafael Salazar Alonso desde el 3 de marzo de 1934. Cesado Rafael Salazar Alonso, Benzo continuaría en la subsecretaría con el resto de gabinetes presididos por Alejandro Lerroux. Durante su mandato, ordenó prohibir la huelga convocada por los sindicatos agrarios de la UGT, en protesta por las medidas de contrarreforma agraria implementadas por los gobiernos radicales. La huelga, calificada de revolucionaria por Salazar Alonso, se saldó con una gran represión gubernamental y el desmantelamiento del sindicalismo agrario rural encarnado por la Federación Nacional de Trabajadores de la Tierra (FNTT), de UGT. Estas políticas «reaccionarias» le convirtieron en una persona muy odiada entre las izquierdas y sectores sindicalistas.

## Caso estraperlo
En el otoño de 1935 fue uno de los implicados en el escándalo del estraperlo. En efecto, el 28 de octubre de 1935 las Cortes votaron la culpabilidad de los acusados por la comisión (excepto Rafael Salazar Alonso, exministro de la Gobernación que fue quien firmó el permiso), todos ellos destacados miembros del Partido Republicano Radical: Emiliano Iglesias, Juan Pich y Pon, Sigfrido Blasco-Ibáñez, Aurelio Lerroux (hijo adoptivo de Alejandro Lerroux) y Eduardo Benzo (exsubsecretario del Ministerio de la Gobernación que había gestionado el permiso). Al día siguiente, Alejandro Lerroux abandonó el gobierno.

## Obras
- La libertad de América
- Al servicio del Ejército
- La política colonial de Carlos IV
- La intervención del General Prim en Méjico
- El General Prim, político y militar
- Cartilla de educación moral del soldado
- Misión educadora de la Oficialidad
- Los derechos de la mujer contados con sencillez.
- La responsabilidad profesional del médico. Prólogo de Gregorio Marañón.